# Zhengshi
As Vinte e quatro histórias, também conhecida como Histórias Ortodoxas (pinyin: Èrshísì Shǐ; Wade-Giles: Erh-shih-szu shih), são as histórias dinásticas oficiais chinesas que abrangem desde a primeira dinastia, em 3000 a.C., até a dinastia Ming no século XVII.
O oficial da dinastia Han, Sima Qian, estabeleceu muitas das convenções do gênero, mas a forma só foi definida muito mais tarde. Começando com a dinastia Tang, cada dinastia estabeleceu um Instituto de Historiografia (shiguan 史館) oficial para escrever a história da dinastia antecessora usando registros oficiais da corte imperial, em parte para estabelecer sua própria ligação com os primeiros tempos. Conforme corrigido e editado na dinastia Qing, o conjunto completo contém 3.213 volumes e cerca de 40 milhões de palavras. É considerada uma das fontes mais importantes sobre a história e cultura chinesa.
O título "Vinte e Quatro Histórias" data de 1775, que foi o 40º ano do reinado do Imperador Qianlong. Foi quando o último volume, a História da Dinastia Ming, foi retrabalhado e um conjunto completo de histórias produzido.

## Continuação
Essas obras foram iniciadas por um historiador e concluídas por outro, geralmente da geração seguinte.
- Registros do Grande Historiador, herdados de Sima Tan司馬 談 (pai) por Sima Qian司馬遷 (filho)
- Livro de Han, herdado de Ban Biao班彪 (pai), Ban Gu (filho) por Ban Zhao班昭 (filha / irmã)
- Livro de Liang e Livro de Chen, herdados de Yao Cha 姚 察 (pai) por Yao Silian姚思廉 (filho)
- Livro do Qi do Norte, herdado de Li Delin李德林 (pai) por Li Baiyao李 百 藥 (filho)
- História das Dinastias do Sul e História das Dinastias do Norte, herdada de Li Dashi李 大師 (pai) por Li Yanshou 李延壽 (filho)

## Trabalhos relacionados
Houve tentativas de produzir novas historiografias após a dinastia Qing, mas elas nunca foram amplamente aceitas como parte do cânone histórico oficial ou permaneceram inacabadas.
| Título                           | Dinastia correspondente | Autor principal                | Ano de compilação | Notas                                        |
| -------------------------------- | ----------------------- | ------------------------------ | ----------------- | -------------------------------------------- |
| Nova História de Yuan 新元史     | Dinastia Yuan           | Ke Shaomin (Republic of China) | 1920 dC           | Parte das Vinte e Cinco Histórias (二十五史) |
| Rascunho da História Qing 清史稿 | Dinastia Qing           | Zhao Erxun (Republic of China) | 1927 dC           |                                              |

## Tentativas modernas de criar a história oficial Qing
Em 1961, para comemorar o 50º aniversário da declaração da República da China (ROC), o governo ROC em Taiwan publicou a História da Dinastia Qing, acrescentando 21 capítulos suplementares ao Rascunho da História da Dinastia Qing e revendo muitos capítulos existentes para denunciar a República Popular da China (RPC) como um regime ilegítimo e impostor. Também removeu passagens depreciativas em relação à Revolução Xinhai. Esta edição não foi amplamente aceita como a história oficial Qing pois reconhece-se que foi um trabalho apressado e motivado por objetivos políticos. Além disso, não corrige a maioria dos erros conhecidos no Rascunho da História da Dinastia Qing.
Um projeto adicional, tentando escrever uma Nova História de Qing incorporando novos materiais e melhorias na historiografia, durou de 1988 a 2000. Apenas 33 capítulos dos 500 projetados foram publicados.
Em 1961, a RPC também tentou completar a história Qing, mas os historiadores foram impedidos de fazê-lo no contexto da Revolução Cultural.
Em 2002, a RPC mais uma vez anunciou que completaria a História de Qing . O projeto está sob a liderança de Dai Yi. Em dezembro de 2013, o projeto foi atrasado duas vezes e não será concluído até 2016. Em abril de 2020, os resultados do projeto estão sendo revistos.

## Edições modernas
Na China, a Zhonghua Book Company ( Zhonghua Shuju ) editou várias dessas histórias. Eles foram compilados, editados e pontuados por especialistas chineses.
De 1991 a 2003, essa editora traduziu o chinês clássico para o chinês vernáculo escrito moderno, editado por Xu Jialu e outros estudiosos.

## Traduções
Uma das Vinte e Quatro Histórias está em processo de tradução integral para o inglês: Registros do Grande Historiador, de William Nienhauser, em nove volumes.